# Weideschwein
Unter dem Begriff Weideschwein fasst man verschiedene Rassen des Hausschweines zusammen, die sich besonders für die Weidehaltung eignen. Typische Eigenschaften der Weideschweine sind deren Robustheit, Genügsamkeit, ihr Instinkt, sich die Nahrung selbst zu suchen, Grabtätigkeit und ein daran angepasster Rüssel.

## Geschichte

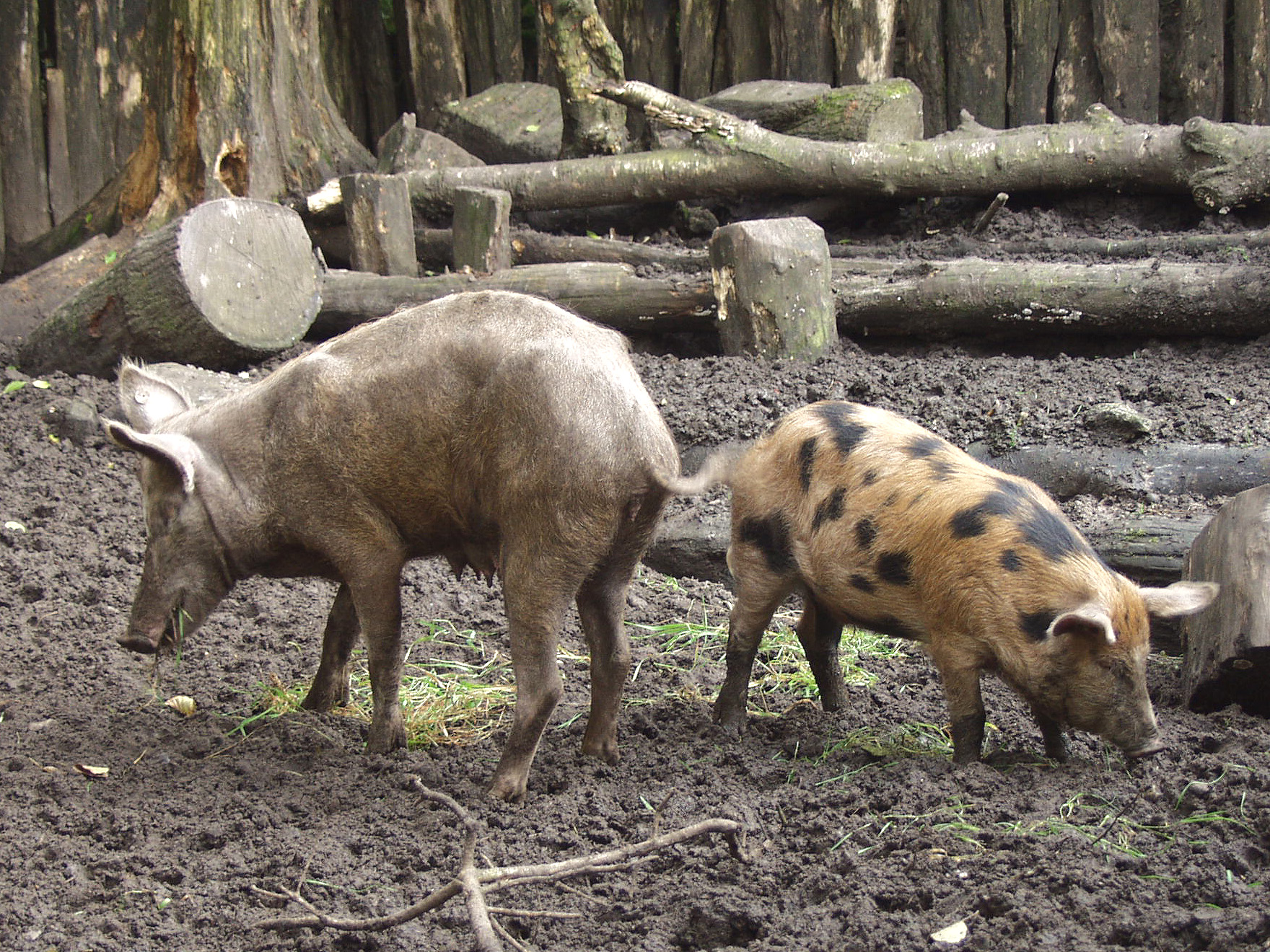
"Rückgezüchtete" Düppeler Weideschweine im Archäologischen Freilichtmuseum Oerlinghausen

Bis ins 18. Jahrhundert wurden in Deutschland die Schweine im Wesentlichen im Freien gehalten und mit der Eichelmast ernährt. Durch unbeabsichtigte Kreuzungen mit dem Wildschwein ähnelten die Tiere immer noch dem Wildschwein und waren ideale Weideschweine. Im 19. Jahrhundert setzte sich die Stallhaltung der Schweine, verbunden mit der Einkreuzung englischer Schweinerassen, durch. Dadurch veränderten die Schweine ihre Gestalt und Eigenschaften.
In Deutschland konnte sich noch längere Zeit das sogenannte Deutsche Weideschwein erhalten, das aber um 1975 ausgestorben ist. Zu Beginn der 1980er Jahre versuchte man durch Einkreuzung verschiedener Schweinerassen (Rückzüchtung) Schweine zu erhalten, die wieder die Eigenschaften eines Weideschweines aufweisen. Ein Beispiel hierfür ist das Düppeler Weideschwein. Diese Rückzüchtungen weisen jedoch nicht den Genpool der ausgestorbenen Rassen auf.